# Hot Club de France
Der Hot Club de France ist eine Vereinigung mit Sitz in Paris, die im Jahre 1932 von Hugues Panassié gegründet wurde und aus dem von Studenten der Sorbonne gegründeten Jazz Club Universaire hervorging. Der Club definiert sich selbst als Vereinigung der Liebhaber des authentischen Jazz.

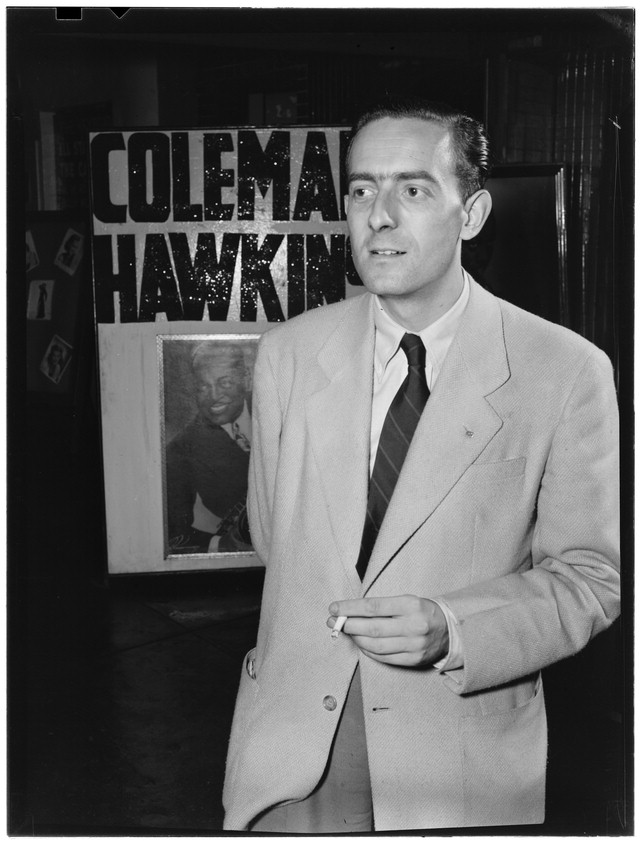
Charles Delaunay (1946). Foto: William P. Gottlieb

## Geschichte
Im Jahr 1933 wurde Charles Delaunay der Konzertorganisator des Clubs, der bekannte US-amerikanische Jazz-Musiker wie Coleman Hawkins, Bill Coleman und Benny Carter für Konzerte nach Frankreich holte.
1934 wurde auf Anregung von Pierre Nourry und Delaunay vom Gitarristen Django Reinhardt und dem Geiger Stéphane Grappelli in Paris das Jazz-Ensemble Quintette du Hot Club de France gegründet.
1946 kam es zwischen Hugues Panassié und Delaunay zum Bruch, da Panassié den damals aus den USA nach Europa kommenden Bebop nicht als wahren Jazz anerkennen wollte. Der Bruch führte auch zu einer Spaltung innerhalb des Hot Club.
Der Hot Club organisiert Konzerte, gibt ein Informationsblatt als Monatszeitschrift heraus und veröffentlicht Jazzaufnahmen. Das Clubheim liegt am Montmartre in der Rue Chaptal. Es gibt regionale Clubs in der französischen Provinz und in Belgien.